# Drassyllus excavatus
Drassyllus excavatus är en spindelart som först beskrevs av Schenkel 1963.  Drassyllus excavatus ingår i släktet Drassyllus och familjen plattbuksspindlar. Inga underarter finns listade i Catalogue of Life.